# Remember Me (film, 2019)
Pour les articles homonymes, voir Remember Me.
Pour plus de détails, voir Fiche technique et Distribution.
Remember Me est une comédie dramatique américano-franco-espagnole réalisée par Martin Rosete et sortie en 2019.

## Synopsis
Claude est septuagénaire, veuf et critique de cinéma et théâtre. Il apprend que l’amour de sa vie, Lily, célèbre actrice française, a été admise dans une maison spécialisée dans le traitement d’Alzheimer en Californie. Il ne l’a pas vue depuis 30 ans. Avec la complicité de son vieil ami Shane il se fait admettre dans le même service que Lily. Il a conçu le projet fou de lui faire retrouver la mémoire grâce à sa présence, son amour intact et leurs souvenirs.

## Fiche technique
- Titre original : Remember Me
- Réalisation : Martin Rosete
- Scénario : Martin Rosete et Rafa Russo
- Décors : Angela Nahum
- Costumes : Javier Bernal Belchí
- Photographie : Jose Martín Rosete
- Montage : Beatriz Colomar
- Musique : Pascal Gaigne
- Producteur : Jose Martín Rosete, Martin Rosete, Gonzalo Salazar-Simpson et Atit Shah
  - Producteur exécutif : Ernesto Chao et Cary Woodworth
  - Producteur consultant : Jesús de la Vega
  - Coproducteur : James Walter Hogan, Christopher Lang, Kit Lang, Jean-Louis Livi, Victor Livi et Stephen McFarlane
  - Producteur délégué : Eva León
  - Producteur associé : Martin Lohse
  - Producteur superviseur : Jaime Ortiz de Artiñano
- Société de production : LaZona Films, F comme film, Tornado Film et Remember Me Moovie
- Sociétés de distribution : BAC Films et Alba Films
- Pays d'origine :  États-Unis,  France et  Espagne
- Langue originale : anglais
- Format : couleur
- Genre : Comédie dramatique
- Durée : 81 minutes
- Dates de sortie :
  - États-Unis : 2019
  - Espagne : 2 août 2019
  - France : 9 septembre 2020

## Distribution
- Bruce Dern (VF : Gabriel Le Doze) : Claude
- Caroline Silhol : Liliane
- Brian Cox (VF : Benoît Allemane) : Shane
- Sienna Guillory : Selma
- Verónica Forqué (VF : Marie-Martine (actrice)) : Mme Marcos
- Ben Temple : David
- Brandon Larracuente : Logan
- Serena Kennedy : Tania
- Luca Besse : Leontes
- Isabel García Lorca : Sara
- John Bowe : Peter
- Neil Thomas : un journaliste

## Sortie

### Accueil critique
En France, le site Allociné recense une moyenne des critiques presse de 2,5⁄5 sur un total de 10 critiques.
Selon Xavier Leherpeur du journal hebdomadaire Le Nouvel Observateur, « Sur des thèmes assez similaires, Marco Ferreri avait su faire preuve d’espièglerie, de malice et d’acidité dans sa magnifique Maison du sourire. Plus lisse et plus prudent, ce Remember Me et sa mécanique lacrymale finissent malgré tout par émouvoir. »
Pour Renaud Baronian du quotidien Le Parisien, « Le film de Martín Rosete, à la mise en scène mollassonne, accumule les clichés malgré un casting formidable. »